# Auguste Rollier

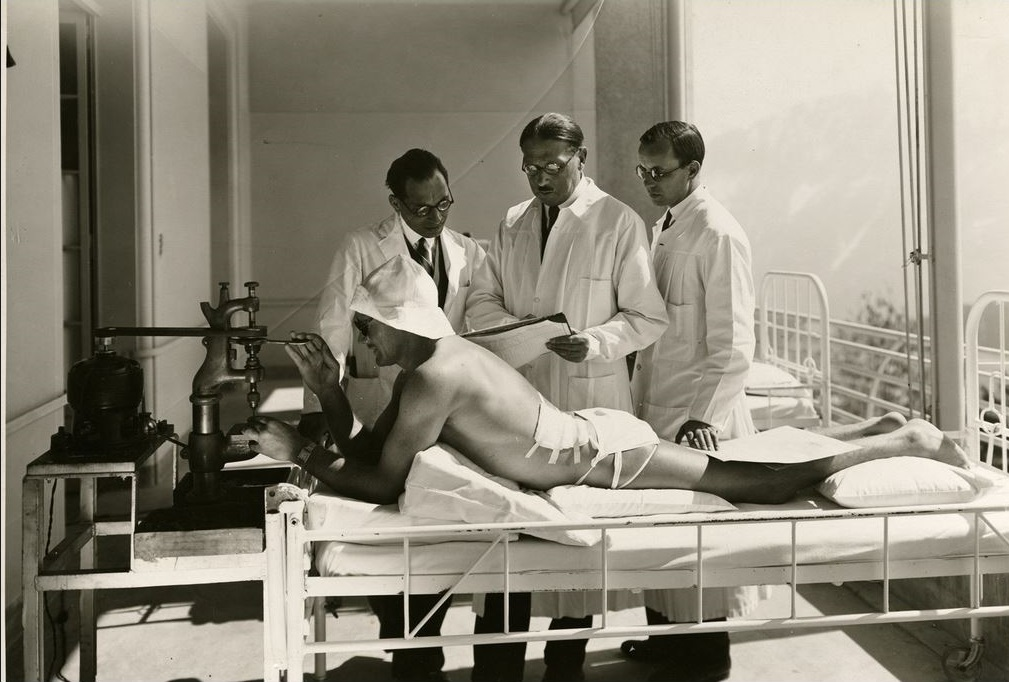
Auguste Rollier (Mitte)

Henri Auguste Rollier (* 1. Oktober 1874 in Saint-Aubin-Sauges; † 30. Oktober 1954 in Leysin) war ein Schweizer Arzt und Chirurg. Er gilt als Pionier der Heliotherapie bei Knochentuberkulose.

## Leben und Wirken
Auguste Rolier wurde am 1. Oktober 1874 als Sohn von Frédéric-Auguste Rollier und seiner Frau Sophie geboren. Nach der Schule begann er in Zürich und Bern Medizin zu studieren und wurde ab 1898 Assistenzarzt bei Theodor Kocher, bei dem er 1900 promovierte. Durch das schwere Schicksal eines Schulkameraden geprägt, der an Knochentuberkulose erkrankt war, und nach zahlreichen Operationen und Amputationen Selbstmord beging, beendete Rollier seine chirurgische Karriere. 

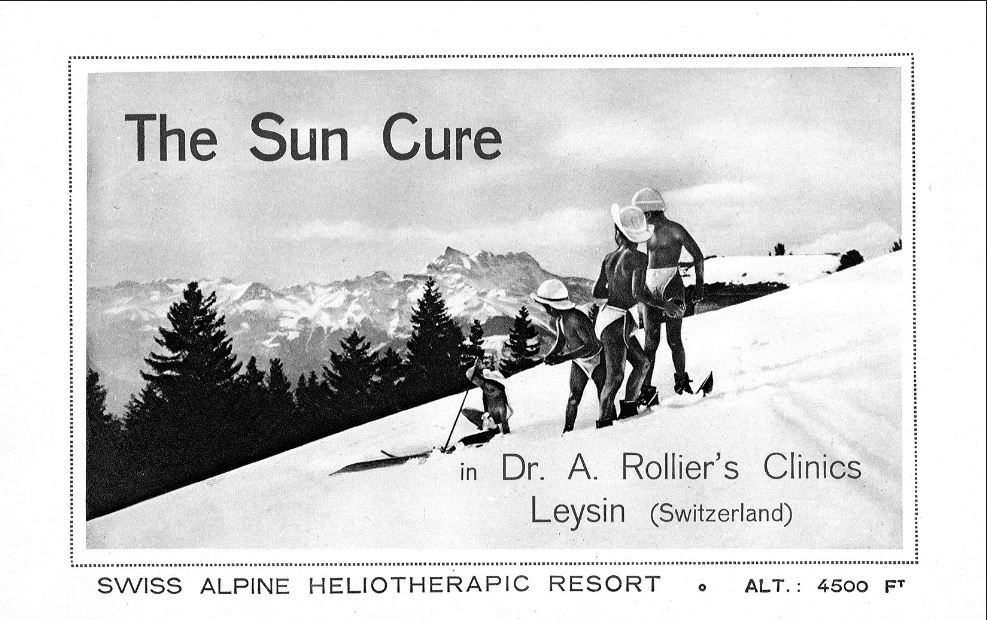
Heliotherapie in der Klinik Miremont

Er eröffnete 1903 im schon seinerzeit als Luftkurort Leysin bekannten Schweizer Bergdorf Leysin eine Klinik, die sich der Behandlung der Knochentuberkulose widmete. Hier behandelte er als eine seiner ersten Patientinnen seine Verlobte Jeanne-Sophie Giauque, die ebenfalls an Knochentuberkulose erkrankt war. Rollier entwickelte eine auf Sonnenlichtbehandlung (Heliotherapie) basierende Therapie der Knochentuberkulose. Neben dem täglichen Sonnenbad der betroffenen Körperregionen gehörte zu seiner Therapie eine Höhenluft- und Kaltluftbehandlung.
Er konnte mit seiner Therapie grosse Erfolge erzielen und veröffentlichte zahlreiche Publikationen zu dem Thema. Die Heliotherapie stiess seinerzeit auf grosse Resonanz, so konnte Rollier insgesamt 18 Fachkliniken eröffnen, die ihm unterstanden und seine Methoden anwandten.
Nach dem Zweiten Weltkrieg setzten sich in der Behandlung der Tuberkulose die Antibiotika durch und die Heliotherapie verlor endgültig ihre Bedeutung.

## Ehrungen
Rollier erhielt 1917 die Ehrendoktorwürde der Universität Lausanne und 1944 die der Universität Bern. Er wurde als Ritter der Ehrenlegion ausgezeichnet. 1923 wurde er zum Ehrenmitglied der American Clinical and Climatological Association ernannt.

## Schriften
- Die Heliotherapie der Tuberkulose mit besonderer Berücksichtigung ihrer chirurgischen Formen. Springer, Berlin 1913.
- Sonnen- und Luftbehandlung nichttuberkulöser chirurgischer Affektionen mit Einschluss der Kriegsverletzungen. Laupp, Tübingen 1916.
- La Cure de soleil et de travail à la clinique militaire suisse de Leysin. Imprimeries Réunies S. A., Lausanne 1916.
- Die Schule an der Sonne. Francke, Bern 1916.
- Die Sonnenbehandlung, ihre therapeutische und soziale Bedeutung. Francke, Bern 1917.
- Im Kampf gegen die Tuberkulose. Ch. Corbaz, Montreux 1928.
- Gesundheit durch Arbeit an der Sonne. Ch. Corbaz, Montreux 1928.
- Die Heliotherapie der Spondylitis tuberculosa. F. Enke, Stuttgart 1929.
- Haut und Sonnenstrahlen. Urban & Schwarzenberg, Berlin 1932.
- Heliotherapie der chirurgischen Tuberkulose. Urban & Schwarzenberg, Berlin 1933.
- Gesünder durch Sonne. Falken-Verlag, Berlin-Lichterfelde 1934.
- Technik und Posologie bei der Sonnenbehandlung der Peritonitis tuberculosa. Urban & Schwarzenberg, Berlin 1937.
- Die therapeutische und vorbeugende Rolle der Gymnastik „Margaret Morris“. Orell Füssli, Zürich 1940.
- Die Heliotherapie. Urban & Schwarzenberg, München 1951.